# Alain Margoni
Pour les articles homonymes, voir Margoni.
 (mai 2017).
Si vous disposez d'ouvrages ou d'articles de référence ou si vous connaissez des sites web de qualité traitant du thème abordé ici, merci de compléter l'article en donnant les références utiles à sa vérifiabilité et en les liant à la section « Notes et références ».
Alain Margoni est un compositeur français, né le 13 octobre 1934 à Neuilly-Plaisance. Il est le fils de Denise Margoni, née Montillier, et de Eugenio Margoni. Sa sœur est la comédienne Élisabeth Margoni.

## Biographie
1er Grand prix de Rome en 1959 avec une cantate Dans les Jardins d’Armide inspirée de La Jérusalem délivrée (1581), du poète italien Le Tasse. Il a notamment été élève de Florent Schmitt en privé, de Tony Aubin et d'Olivier Messiaen. Il a été chef d'orchestre et directeur de la musique à la Comédie-Française (1966-1973-1974). Il a enseigné l'analyse musicale en 1973 au Conservatoire national supérieur de musique de Paris, avant d'y être nommé chef des disciplines théoriques. Sa musique, ancrée dans la tradition française post « Les Six », est versatile, originale, expressive parfois inspirée du jazz et souvent teintée d'humour, trait caractéristique de sa personnalité apprécié de tous ceux qui l'ont eu pour maître.

## Œuvres
- Après une lecture de Goldoni , fantaisie dans le style du XVIIIe siècle pour trombone basse, tuba ou saxhorn et piano, 1964

- Après une lecture d'Hoffmann, improvisation pour contrebasse et piano, 1967

- Après une lecture de Dreiser pour basson et piano, 1969

- Quatre personnages de Calderon pour guitare, 1972

- Cadence et danses pour saxophone alto et piano, 1974

- Séquence pour un hymne à la nuit pour violoncelle et piano, 1979

- Dialogue, détente et stretto pour trompette ou cornet et piano, 1980

- Trois eaux-fortes pour alto et piano, 1982

- Danse ancienne (chaconne) et danse moderne pour deux harpes

- Le Petit livre de Gargantua pour trombone ténor et piano en trois volumes, 1982

- Petit théâtre pour hautbois et piano, 1982

- Elégie pour trombone et piano, 1983

- Sur un thème de John Bull pour cor et piano, Dix Études dans le style contemporain pour clarinette, 1983

- Les Caractères, variations pour hautbois et piano, 1984

- Variation et hommage pour clarinette

- Pierrot ou les secrets de la nuit, opéra avec un livret de Rémi Laureillard d'après Michel Tournier, 1990

- Premier Quatuor de saxophones, 1991

- L'Ile des Guanahanis, narration musicale basée sur un livre de Rémi Laureillard pour comédien, chœur et orchestre, 1992

- Promenades romaines pour saxophone alto et piano, 1993–1995

- L'Enfant des alpages, oratorio pour chœur d'enfants, ensemble instrumental et cors alpins, 1996

- Dix Études dans le style contemporain pour Saxophone, 1999

- Sonate pour saxophone baryton, bande originale du téléfilm en trois parties Les Maîtres du pain d'Hervé Baslé, 2001

- Quatre chants vénitiens pour soprano, saxophone ténor et piano, 2001